# Copa del Generalísimo de baloncesto 1943
La Copa del Generalísimo de baloncesto o el Campeonato de España 1943 fue la número 7.º, donde su final se disputó en el Frontón Balear de Palma de Mallorca el 28 de junio de 1943.

## Equipos clasificados
En dicha edición participaron un total de 24 equipos, de 12 regiones.
- Región centro (4): Real Madrid CF, SEU Madrid, FJ Valladolid, Real Valladolid
- Murcia (3): FJ Murcia, SEU Murcia, Elche CB
- Cataluña (2): CF Barcelona, CD Layetano
- Aragón (2): Educación y Descanso, Juventus Huesca
- Valencia (2): Gimnasio Valencia, FJ Valencia
- Galicia (2): Constitución Vigo, CB Galicia
- Asturias (2): CD Lapoli,[1] GC Covadonga
- Guipúzcoa (2): CD Fortuna, FJ San Sebastián
- Baleares (2): Real Club de Regatas, CN Palma
- Región sur (1): SEU Almería
- Canarias (1): Tenerife
- Norte de África (1): CD Ceutí

## Primera eliminatoria
Los partidos de ida se jugaron el 2 de mayo y los de vuelta el 9 de mayo.
| Equipo 1         | Agr.  | Equipo 2        | Ida   | Vuelta |
| ---------------- | ----- | --------------- | ----- | ------ |
| CD Ceutí         | 2–0   | Tenerife        | 2–0   |        |
| SEU Madrid       | 72–40 | Juventus Huesca | 43–15 | 29–25  |
| SEU Almería      | 25–62 | FJ Murcia       | 17–31 | 8–31   |
| FJ Valencia      | 32–39 | CN Palma        | 11–23 | 21–16  |
| SEU Murcia       | 30–37 | Elche CB        | 11–16 | 19–21  |
| FJ San Sebastián | 8–52  | CD Layetano     | 8–52  | NP     |
| GC Covadonga     | 2–0   | FJ Valladolid   | 2–0   |        |
| Real Valladolid  | 33–54 | CB Galicia      | 16–22 | 17–32  |

## Octavos de final
Los partidos de ida se jugaron el 16 y 19 de mayo y los de vuelta el 23 de mayo.
| Equipo 1             | Agr.   | Equipo 2             | Ida   | Vuelta |
| -------------------- | ------ | -------------------- | ----- | ------ |
| CD Ceutí             | 33–78  | SEU Madrid           | 21–32 | 12–46  |
| FJ Murcia            | 0–2    | CN Palma             | 0–2   |        |
| Elche CB             | 26–96  | CF Barcelona         | 15–46 | 11–50  |
| Real Club de Regatas | 53–27  | Gimnasio Valencia    | 36–13 | 17–14  |
| CD Fortuna           | 47–78  | CD Lapoli            | 33–41 | 14–37  |
| CD Layetano          | 103–53 | Educación y Descanso | 56–28 | 47–25  |
| GC Covadonga         | 32–45  | CB Galicia           | 18–27 | 14–18  |
| Constitución Vigo    | 29–72  | Real Madrid CF       | 17–27 | 12–45  |

## Cuartos de final
Los partidos de ida se jugaron el 30 de mayo y los de vuelta el 6 de junio.
| Equipo 1       | Agr.   | Equipo 2             | Ida   | Vuelta |
| -------------- | ------ | -------------------- | ----- | ------ |
| CN Palma       | 0–2    | SEU Madrid           | 35–20 | NP     |
| CF Barcelona   | 59–37  | Real Club de Regatas | 31–18 | 28–19  |
| CD Lapoli      | 31–101 | CD Layetano          | 21–31 | 10–70  |
| Real Madrid CF | 57–41  | CB Galicia           | 31–19 | 26–22  |

## Semifinales
Los partidos de ida se jugaron el 13 de junio y los de vuelta el 20 de junio.
| Equipo 1     | Agr.  | Equipo 2       | Ida   | Vuelta |
| ------------ | ----- | -------------- | ----- | ------ |
| CF Barcelona | 71–43 | SEU Madrid     | 39–21 | 32–22  |
| CD Layetano  | 60–56 | Real Madrid CF | 26–21 | 34–35  |

## Final
La final del Campeonato de España, originariamente prevista para el domingo 27 de junio, tuvo que aplazarse veinticuatro horas por imposibilidad de ocupar la pista del Frontón Balear. 
| 28 de junio de 1943, 12:00 | CF Barcelona                                  | 27–25                                         | CD Layetano                                   |                                                                                          |  |
| 12:00 GTM+1                | Marcador por tiempos: 14–7, 11–18 (T.E.: 2–0) | Marcador por tiempos: 14–7, 11–18 (T.E.: 2–0) | Marcador por tiempos: 14–7, 11–18 (T.E.: 2–0) |                                                                                          |  |
|                            | Estadísticas Fernando Font 11                 | Pts                                           | Estadísticas Eduardo Kucharski 13             | Pabellón: Frontón Balear, Palma de Mallorca Árbitros: Jacinto Ardevínez (Colegio Centro) |  |

| Campeón de la Copa del Generalísimo 1943 |
| ---------------------------------------- |
| CF Barcelona 1.º título                  |